# Кошачий дуэт
Кошачий дуэт (итал. Duetto buffo di due gatti) — шуточная вокальная пьеса для двух голосов (обычно сопрано) с фортепианным сопровождением (существуют и оркестровки), изображающая двух мяукающих кошек. Средняя длительность звучания — 3’20".
Традиционно приписывается Джоакино Россини, однако в действительности представляет собой компиляцию из трёх частей: к «Кошачьей каватине» датского композитора Кристофа Вейсе добавлены два фрагмента из оперы Россини «Отелло»: отрывок из дуэта Отелло и Яго во II акте и одна из тем арии Родриго «Ah, come mai non senti» из того же акта. Эта компиляция была впервые опубликована в 1825 г. под псевдонимом Г. Бертольд, за которым, как считается, скрылся английский композитор Роберт Лукас Пирсолл.
Дуэт был неоднократно записан выдающимися исполнителями. Так, существуют записи Виктории де лос Анхелес и Элизабет Шварцкопф (фортепиано Джеральд Мур), Фелисити Лотт и Энн Мюррей (фортепиано Грэм Джонсон; есть и концертная видеозапись с Би-Би-Си Промс, где певицам аккомпанирует дирижёр Эндрю Дэвис), Элизабет Сёдерстрём и Керстин Мейер (фортепиано Ян Эйрон), Эдиты Груберовой и Веселины Касаровой (фортепиано Фридрих Хайдер). Дуэт исполняла Монтсеррат Кабалье вместе с актрисой Кончей Веласко и вместе со своей дочерью — певицей Монтсеррат Марти. Также дуэт исполняли сёстры Рузанна и Карина Лисициан.